# Шарлийска река
Шарлийската река или Кушлу (в местния говор Шарлийска ряка, изписване до 1945 година: Шарлийска рѣка, на гръцки: Σκοτεινό Ρέμα) е река в Сярско, Егейска Македония, Гърция, ляв приток на река Белица.

## Географска характеристика
Реката извира в местността Мандри, западно от връх Цървил (1641 m) в планината Шарлия (Врондос), чието име носи. Тече в западната посока и на нея е разположен красивият водопад Скак. След него променя посоката си на северозапад, минава през село Цървища (Капнофито) и се влива в Белица като ляв приток в местността Бахчелък.
На 6 юли 1968 година реката е прекръстена от Кушлу на Скотино Рема, тоест „Тъмна река“.